# آبش‌آباد
آبش‌آباد (به لاتین: Abışabad) یک منطقه مسکونی در جمهوری آذربایجان است که در شهرستان جلیل‌آباد واقع شده‌است. آبش‌آباد 1124 نفر جمعیت دارد.

## خصوصیات
عبیس‌اباد ۱٬۱۲۴ نفر جمعیت دارد.